# Нерльское сельское поселение
Нерльское се́льское поселе́ние — муниципальное образование в Калязинском районе Тверской области Российской Федерации.
Административный центр — село Нерль.

## Географические данные
- Общая площадь: 695,60[1].
- Нахождение: западная и южная части Калязинского района.
  - Граничит:
    - на севере — с Алфёровским СП,
    - на северо-востоке — со Старобисловским СП,
    - на юго-востоке — с Ярославской областью, Переславский район,
    - на юге — с Московской областью, Сергиево-Посадский район,
    - на юго-западе — с Московской областью, Талдомский район,
    - на северо-западе — с Кимрским районом, Приволжское СП.

Главные реки — Нерль и её притоки Вьюлка и Волнушка.

Поселение пересекает автодорога «Сергиев Посад—Калязин—Рыбинск—Череповец».

На северо-западе — участок железной дороги «Москва—Савёлово—Калязин».

## История
В XVI—XVIII вв. территория поселения входила в волость Вьюлку, эксклавную часть Дмитровского уезда Русского государства.

С образованием губерний территория поселения входит в Углицкую провинцию Санкт-Петербургской, затем (с 1727 года) — Московской губернии. В 1775 году большая часть территории поселения вошла в Калязинский уезд Тверского наместничества, с 1796 года — Тверской губернии. Юго-восточная часть поселения относилась к Переславскому уезду Владимирской губернии.

После ликвидации губерний в 1929 году в составе Московской области был образован Нерльский район, включавший в себя территории нынешних Нерльского и южной половины Старобисловского сельских поселений. В 1935 году этот район вошел в состав Калининской области, ликвидирован в 1956 году. С этого времени территория поселения входит в Калязинский район (кроме 1963—1964 годов, когда относилась к Кимрскому району).
Образовано в 2005 году, включило в себя территории Нерльского, Капшинского, Крюковского, Воронцовского, Яринского и Бителевского сельских округов.

## Население
| 2010  | 2011  | 2012  | 2013  | 2014  | 2015  | 2016  |
| ----- | ----- | ----- | ----- | ----- | ----- | ----- |
| 2730  | ↘2713 | ↘2614 | ↘2540 | ↘2480 | ↘2413 | ↘2405 |
| 2017  | 2018  | 2019  | 2020  | 2021  |       |       |
| ↘2365 | ↘2335 | ↘2255 | ↗2264 | ↗2426 |       |       |

## Состав сельского поселения
В сельское поселение входят 103 населённых пункта:
| №   | Населённый пункт     | Тип     | Население |
| --- | -------------------- | ------- | --------- |
| 1   | Акулово              | деревня | ↘1        |
| 2   | Альфимово            | деревня | ↘1        |
| 3   | Андреевское          | деревня | ↘12       |
| 4   | Афонино              | деревня | ↘1        |
| 5   | Белоглазово          | деревня | ↘1        |
| 6   | Бельская             | деревня | ↘1        |
| 7   | Берниково            | деревня | ↘1        |
| 8   | Бителево             | деревня | ↘47       |
| 9   | Богданово            | деревня | →5        |
| 10  | Боково               | деревня | ↘15       |
| 11  | Большое Михайловское | деревня | ↘45       |
| 12  | Будимирово           | деревня | →7        |
| 13  | Бунькино             | деревня | ↘0        |
| 14  | Буян                 | деревня | ↘22       |
| 15  | Быково               | деревня | →0        |
| 16  | Вески Поречские      | деревня | ↘1        |
| 17  | Вистленево           | деревня | ↘21       |
| 18  | Волковойна           | деревня | ↘32       |
| 19  | Волнога              | деревня | ↘18       |
| 20  | Волосово             | деревня | ↘14       |
| 21  | Воронцово            | деревня | ↘223      |
| 22  | Ворошилово           | деревня | ↘1        |
| 23  | Ворынино             | деревня | ↘1        |
| 24  | Воскресенское        | деревня | ↘13       |
| 25  | Выползово            | деревня | ↗6        |
| 26  | Гора Пневиц          | село    | ↘14       |
| 27  | Грибачево            | деревня | →1        |
| 28  | Гришкино             | деревня | ↘1        |
| 29  | Дворики              | деревня | ↗5        |
| 30  | Деревеньки           | деревня | ↘1        |
| 31  | Дмитровка            | деревня | →0        |
| 32  | Жуковка              | деревня | →6        |
| 33  | Зайцево              | деревня | ↘0        |
| 34  | Заречье              | деревня | ↘0        |
| 35  | Зелёная роща         | посёлок | ↘47       |
| 36  | Зиново               | деревня | ↘18       |
| 37  | Казаково             | деревня | ↘5        |
| 38  | Калабриево           | деревня | ↘75       |
| 39  | Капшино              | село    | ↘249      |
| 40  | Клетинка             | деревня | ↘0        |
| 41  | Конякино             | посёлок | ↘5        |
| 42  | Королево             | деревня | ↘0        |
| 43  | Коротково            | деревня | ↘16       |
| 44  | Кортино              | деревня | ↘36       |
| 45  | Красная Горка        | деревня | ↘0        |
| 46  | Кривцово             | деревня | →0        |
| 47  | Крутая               | деревня | ↘1        |
| 48  | Крюково              | деревня | ↘35       |
| 49  | Ксыкино              | деревня | ↘1        |
| 50  | Кузнечково           | деревня | ↘1        |
| 51  | Кулигино             | деревня | ↘1        |
| 52  | Луки                 | деревня | ↘14       |
| 53  | Малое Нагорское      | деревня | ↘5        |
| 54  | Малый Подолец        | деревня | ↘1        |
| 55  | Малыхово             | деревня | →0        |
| 56  | Марково              | деревня | ↘12       |
| 57  | Минино               | деревня | ↘1        |
| 58  | Михайлово-Чириково   | деревня | ↘5        |
| 59  | Мордвиново           | деревня | ↘1        |
| 60  | Нагорское            | деревня | ↘35       |
| 61  | Непейно              | деревня | ↘1        |
| 62  | Нерль                | село    | ↘774      |
| 63  | Нерльская            | деревня | ↗10       |
| 64  | Новое                | деревня | ↘1        |
| 65  | Осиновец             | деревня | ↗16       |
| 66  | Охотхозяйство        | посёлок | ↘51       |
| 67  | Панютино             | деревня | ↘1        |
| 68  | Перечково            | деревня | →0        |
| 69  | Плотница             | деревня | ↘1        |
| 70  | Подол                | деревня | ↘23       |
| 71  | Положилово           | деревня | →0        |
| 72  | Полумихалево         | деревня | ↘29       |
| 73  | Попово               | деревня | ↗11       |
| 74  | Поречье              | деревня | ↘197      |
| 75  | Провалино            | деревня | →0        |
| 76  | Пысково              | деревня | ↘19       |
| 77  | Раменье              | деревня | ↘1        |
| 78  | Рог                  | деревня | ↘1        |
| 79  | Романово             | деревня | ↘16       |
| 80  | Саврасово            | деревня | ↘0        |
| 81  | Садки                | деревня | ↘30       |
| 82  | Сандырево            | деревня | →13       |
| 83  | Селищи               | деревня | ↘8        |
| 84  | Селищи               | деревня | ↘0        |
| 85  | Серговка             | деревня | ↘1        |
| 86  | Скнятино             | деревня | ↗8        |
| 87  | Сорокино             | деревня | ↘7        |
| 88  | Сорокино             | деревня | →7        |
| 89  | Старово              | деревня | →10       |
| 90  | Степково             | деревня | →0        |
| 91  | Сухарево             | деревня | ↘1        |
| 92  | Таганово             | деревня | ↘1        |
| 93  | Теляшовка            | деревня | →1        |
| 94  | Теремец              | деревня | →1        |
| 95  | Туфаново             | деревня | →0        |
| 96  | Устье                | деревня | ↘57       |
| 97  | Филатка              | деревня | ↘38       |
| 98  | Хализево             | деревня | ↘1        |
| 99  | Хомутница            | деревня | ↘1        |
| 100 | Чемодановка          | деревня | →0        |
| 101 | Черково              | деревня | ↘47       |
| 102 | Юряхино              | деревня | →0        |
| 103 | Яринское             | деревня | ↗222      |

### Упразднённые населённые пункты
На территории поселения исчезли деревни: Горюшково, Жуковка, Пантюхово, Старово, Митяево, Клетино, Курасовка, Пуговка, Федорцово и другие.
Деревни Строево и Ситьково присоединены к селу Нерль.

## Люди, связанные с поселением
В деревне Аверково родился Герой Советского Союза Алексей Павлович Мозгалёв.

 В деревне Бородулино родился Герой Советского Союза Виктор Александрович Медведев.

 В деревне Устье родился Герой Советского Союза Рудольф Александрович Голосов.

## Достопримечательности
Полуразрушенный храм в селе Будимирово необычной величественной архитектуры.